# Sárga kénvirággomba
A sárga kénvirággomba (Hypholoma fasciculare) az osztatlan bazídiumú gombák (Homobasidiomycetes) osztályában a kalaposgombák (Agaricales) rendjébe, ezen belül a harmatgombafélék (Strophariaceae) családjába tartozó mérgező faj.

## Megjelenése
Kis termetű, telepekben terem, korhadó fatönkökön, vagy gyökereken élősködik. Lomb- és fenyőerdőkben egyaránt előfordul, szívós gomba, a legnagyobb szárazságban is előjön. Kalapja fiatalon kénsárga, majd rozsdasárga lesz, közepén vörös színnel. Leggyakrabban púpos, az idősebb példányoké azonban szétterül laposra. A fiatal gomba kalapjainak szélét pókhálószerű fátyol köti össze a tönkkel. Jellemző átmérője 4–6 cm.
Lemezei kezdetben kénsárgák, az idősebb példányoknál piszkoszöldek lesznek. Tönkhöz nőttek és sűrűn állók. Tönkje hosszú, vékony, kénsárga, a tövénél barnás árnyalatú. Jellemző magassága 10–15 cm.
Spórái ellipszis alakúak, sima felületűek, 4-4,5 x 6-7,8 μm méretűek.

## Hasonló fajok
Néhány fatönkön növő, ehető gombával lehet esetleg összetéveszteni, ezektől azonban megkülönbözteti jellegzetes kellemetlen kénszaga és keserű íze.

## Mérgezése
Az emésztőrendszer megbetegedését okozza (hányást és hasmenést), de előfordulhat átmeneti bénulás és látási zavarok is. Az első tünetek a fogyasztás utáni 5-10 óra elteltével jelentkeznek. Németországban halálos kimenetelű mérgezést is tulajdonítanak neki.